# Pyrgini
Los pirginos (Pyrgini) son una tribu de lepidópteros ditrisios de la subfamilia Pyrginae  dentro de la familia Hesperiidae.

## Géneros
| - Anisochoria - Antigonus - Carrhenes - Celotes - Clito - Cornuphallus - Diaeus - Eracon | - Heliopetes - Heliopyrgus - Onenses - Paches - Plumbago - Pseudodrephalys - Pyrgus | - Spioniades - Systasea - Timochreon - Trina - Xenophanes - Zobera - Zopyrion |